# Big E

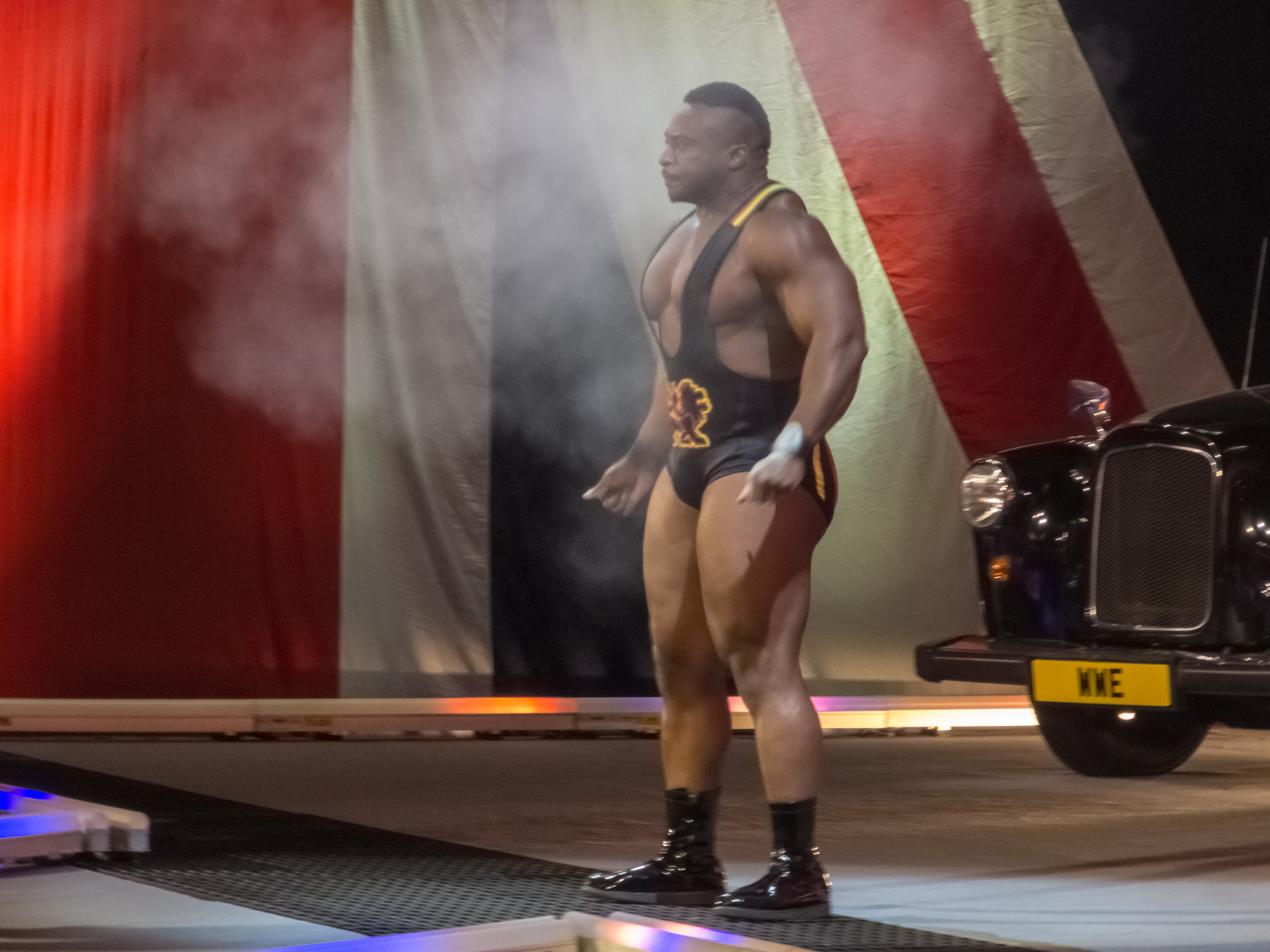
Big E

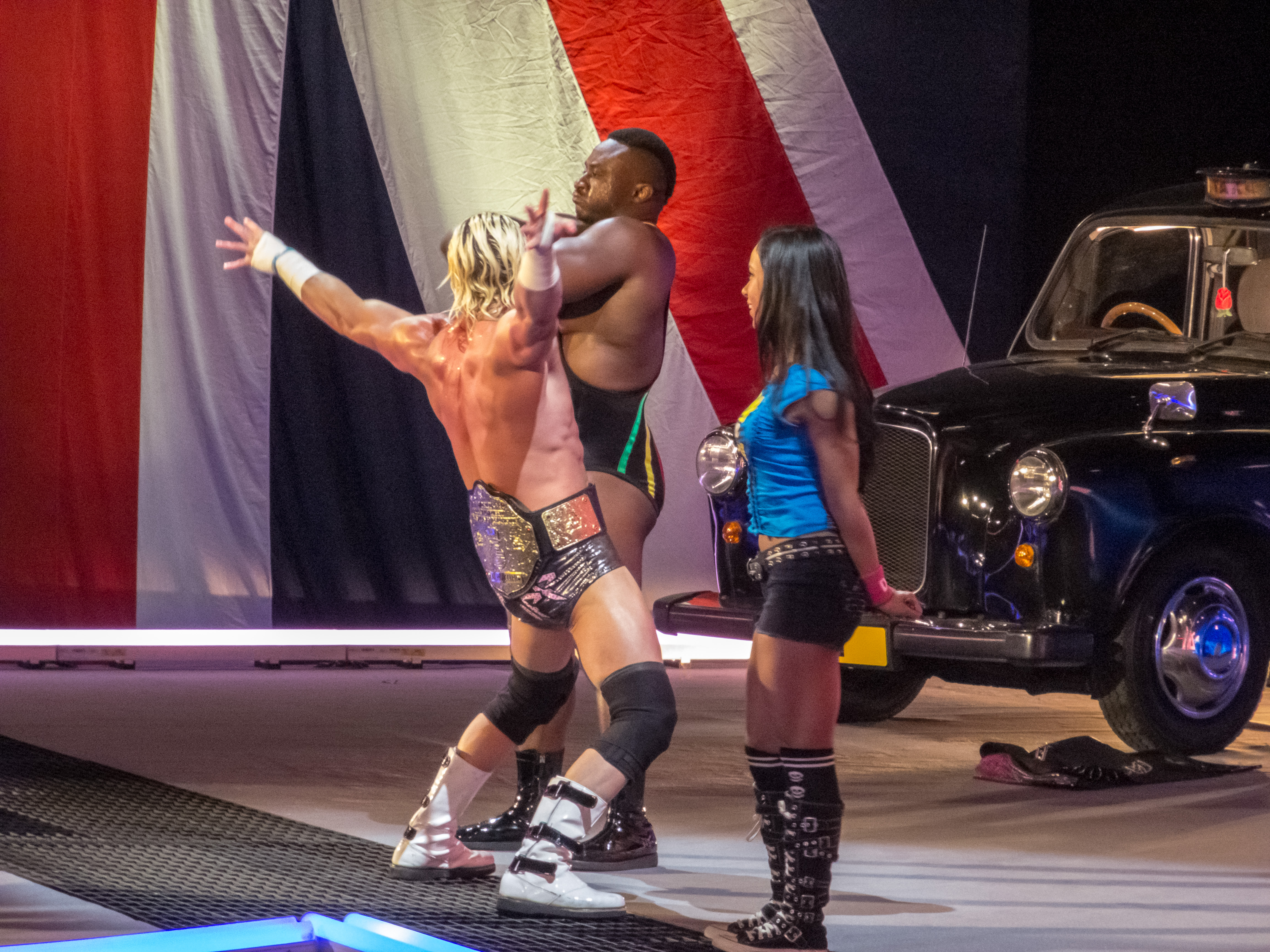
Big E與多夫·錫格勒和AJ·李

伊托爾·伊文（英語：Ettore Ewen，1986年3月1日—）是美國職業摔角選手和前舉重運動員。他目前受聘於世界摔角娛樂（WWE），在那裡他以「Big E」為擂台名在Raw品牌上亮相。
在Big E的摔角事業中，Big E曾是二次WWE洲際冠軍、一次NXT冠軍、二次WWE雙打冠軍、六次WWE SmackDown雙打冠軍、一次公事包大戰優勝者和一次WWE冠軍。
除了摔角事業外，Big E還是2010年125公斤及2011年+125公斤的USAPL美國公開健力冠軍。

## 外部連結
- Big E在WWE官方網站的介紹 （页面存档备份，存于）（英文）
- Big E的X（前Twitter）
- Big E的Instagram帳戶
- Big E在互联网电影资料库（IMDb）上的資料（英文）